# Anna Catherine Parnell

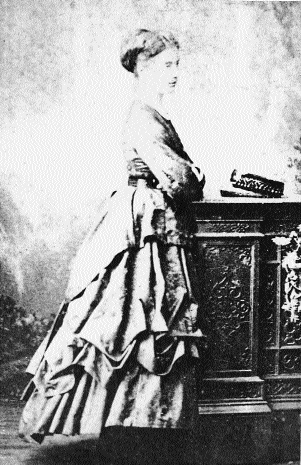
Anna Catherine Parnell, 1978

 Catherine Maria Anna Mercer Parnell (* 13. Mai 1852 in County Wicklow, Irland; † 20. September 1911 in Ilfracombe, England) war eine irische Nationalistin. Sie war Mitbegründerin und Anführerin der Ladies’ Land League, der ersten politischen Frauenorganisation in Irland.

## Leben und Werk
Parnell wurde als Catherine Maria Anna Mercer Parnell im Avondale House als das zehnte von elf Kindern von Delia Tudor Stewart Parnell und dem Grundbesitzer John Henry Parnell geboren. Ihre Mutter war eine Irisch-Amerikanerin und Tochter von Admiral Charles Stewart (1778–1869). Nachdem 1859 ihr Vater gestorben war, zog sie mit der Familie nach Dublin, schrieb Gedichte und malte. 1865 zog die Familie nach Paris und wohnte bei dem Bruder ihrer Mutter. Als 1870 der Deutsch-Französische Krieg begann, war Parnell im American Ladies’ Committee aktiv, um Spenden zu sammeln und Krankenhäuser einzurichten.
Mit achtzehn Jahren kehrte sie nach Dublin zurück, wo sie an der Royal Dublin Academy of Art Kunst studierte. Im Frühjahr 1875 zog sie nach London, um die Heatherley School of Art zu besuchen. Zwei ihrer Gemälde wurden 1874 von der Royal Society of British Arts in Ausstellungen aufgenommen und ein drittes wurde im folgenden Jahr gezeigt.
Als ihr Bruder Charles Stewart Parnell zum Abgeordneten von Meath gewählt wurde, besuchte sie häufig das Parlament während der Debatten und saß in der Damengalerie. Sie schrieb Artikel über die Debatten in einer Kolumne mit dem Titel Notes From the Ladies’ Cage in dem Celtic Monthly. 1879 schloss sie sich in New York City ihrer Schwester, der Dichterin Fanny Parnell (1848–1882) an, wo beide Gelder zur Unterstützung der Irish National Land League sammelten. Die Schwestern arbeiteten eng mit ihrem Bruder Charles und Michael Davitt zusammen, kritisierten jedoch die Verwendung der in Amerika gesammelten Gelder in Irland. Im Oktober 1880 gründeten die Schwestern mit ihrer Mutter als Präsidentin die New York Ladies’ Land League.

## Ladies’ Land League
Parnell kehrte Ende 1880 nach Dublin zurück. Als es so aussah, als würden die Männer der Land League wahrscheinlich verhaftet werden, sollte eine Frauenliga in Irland die Arbeit in ihrer Abwesenheit übernehmen. Die öffentliche Meinung war zu dieser Zeit gegen Frauen in der Politik, aber die Ladies’ Land League wurde am 31. Januar 1881 mit Parnell als ihrer effektiven Führerin gegründet.
Als Charles Parnell und andere Führer 1881, wie vorhergesagt, inhaftiert wurden, übernahm die Ladies’ Land League deren Arbeit. Parnell organisierte Zweigstellen in ganz Irland und ermutigte Frauen, eine aktive Rolle bei den Aktivitäten der Land League zu spielen. Die Frauen sammelten Gelder für die Liga und für die Unterstützung der Gefangenen und ihrer Familien. Sie verteilten Holzhütten der Land League, um vertriebene Pächterfamilien zu beherbergen, und Anfang 1882 hatte die Organisation 500 Zweigstellen, Tausende von weiblichen Mitgliedern und eine beträchtliche Öffentlichkeitsarbeit. Sie verteilten 60.000 Pfund an Hilfsgütern und brachten die Ladies’ Land League in eine erhebliche Schuldenlage. Parnell wandte sich an ihren Bruder Charles mit der Bitte, die Schulden zu begleichen. Dieser stimmte unter der Bedingung zu, dass die Ladies’ Land League aufgelöst wird, was 1882 erfolgte.
Nach dem Tod ihres Bruders 1891 lebte und malte sie den Rest ihres Lebens in Cornwall unter dem Pseudonym Cerisa Palmer. 1885 nahm sie in London an einer Kundgebung für die politische Aktivistin Helen Taylor teil. Um die Jahrhundertwende lebte sie in ärmlichen Verhältnissen in Nord-Devon. Obwohl sie von der Politik weitgehend losgelöst war, schickte sie der irischen Nationalistin Maud Gonne einen Beitrag für den Patriotic Children’s Treat, der als Protest gegen den Besuch von Königin Victoria in Dublin im Jahr 1900 organisiert wurde. Sie schrieb einen wütenden Bericht über ihre Land League-Erfahrungen in Tale of a Great Sham, konnte aber keinen Verlag für ihre Arbeit finden. Das Manuskript war viele Jahre lang verschollen und wurde erst 1986 veröffentlicht.

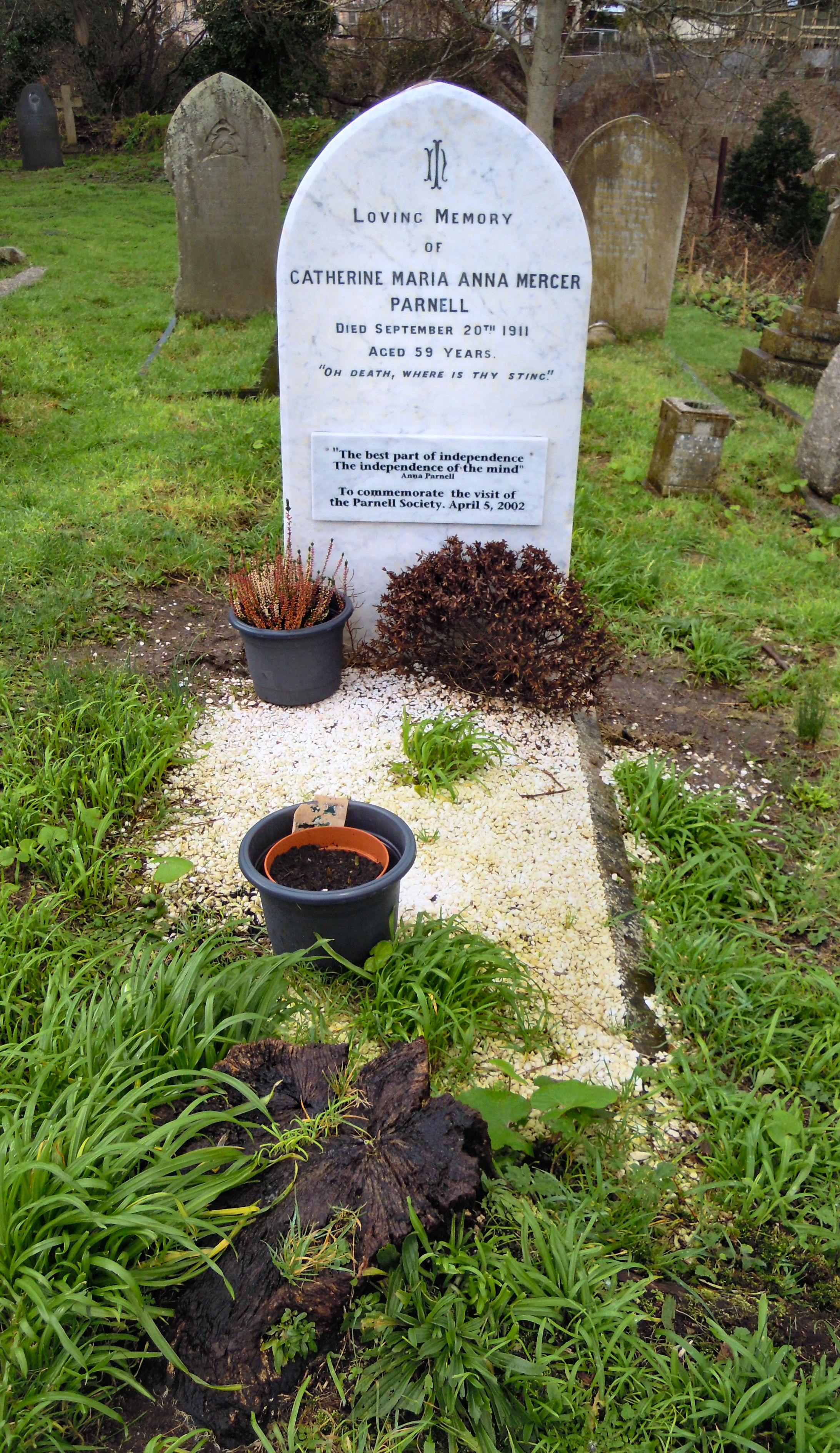
Das Grab von Anna Catherine Parnell auf dem Friedhof der Holy Trinity church in Ilfracombe

Am 20. September 1911 ging sie wie gewohnt schwimmen. Als sie dabei in Schwierigkeiten geriet und Alarm ausgelöst wurde, erreichten die Retter sie nicht mehr lebend. Im Gegensatz zum Begräbnis ihres Bruders fand ihre Beerdigung auf dem Friedhof der Holy Trinity Church in Ilfracombe in Anwesenheit von nur sieben Fremden statt.

## Ehrung
Im September 2021, 110 Jahre nach ihrem Tod, wurde sie mit einer blauen Plakette im Stadtzentrum von Dublin an der Mauer der Allied Irish Bank geehrt, dem Standort der Ladies Land League.

## Veröffentlichungen (Auswahl)
- The Tale of a Great Sham. Arlen House, 1986.